# Благовіщенський сільський округ
Благові́щенський сільський округ (каз. Благовещен ауылдық округі, рос. Благовещенский сельский округ) — адміністративна одиниця у складі Жамбильського району Північноказахстанської області Казахстану. Адміністративний центр — село Благовіщенка.
Населення — 3000 осіб (2021; 3669 у 2009, 4525 у 1999, 5652 у 1989).
Станом на 1989 рік існувала Благовіщенська сільська рада (села Благовіщенка, Богдановка, Майбалик, Талпин) колишнього Джамбульського району. 2018 року було ліквідовано село Талпин, 2024 року — село Богдановка.

## Склад
До складу округу входять такі населені пункти:
| Населений пункт    | Старі назви | Населення, осіб (1989) | Населення, осіб (1999) | Населення, осіб (2009) | Населення, осіб (2021) |
| ------------------ | ----------- | ---------------------- | ---------------------- | ---------------------- | ---------------------- |
| Благовіщенка, село | -           | 4676                   | 3603                   | 3106                   | 2806                   |
| Богдановка, село   | -           | 245                    | 242                    | 161                    | 30                     |
| Майбалик, село     | -           | 409                    | 423                    | 322                    | 164                    |
| Талпин, село       | -           | 322                    | 257                    | 80                     | -                      |